# オービニー＝レ＝クルーゾー
オービニー＝レ＝クルーゾー （Aubigny-les-Clouzeaux）は、フランス、ペイ・ド・ラ・ロワール地域圏、ヴァンデ県のコミューン。

## 歴史
かつてのコミューン、オービニーとレ・クルーゾーが合併し、2015年12月3日の県条令no 15-DRCTAJ/2-603によって、2016年1月1日にコミューン・ヌーヴェル（fr、サルコジ政権時代に成立したフランス国家領土改革法によって、合併して誕生したコミューンの名称）のオービニー＝レ＝クルーゾーが誕生した。役場所在地はオービニーである。